# بسيطاء
بسيطاء منطقة زراعية، تتبع محافظة طبرجل، تقع جنوب غرب منطقة الجوف شمال المملكة العربية السعودية. تبعد عن طبرجل حوالي 30 كم وحوالي 150 كيلو عن مدينة سكاكا (العاصمة الإدارية لمنطقة الجوف). تعد من أغنى المناطق بالمياه، إضافة إلى خصوبة أرضها. تستثمر من قبل الكثير من الشركات الزراعية والمشاريع والمصانع المنتجة للحوم والألبان ومشتاقتها. وتوجد بها مشاريع زراعية عملاقة لأغلب الشركات الزراعية مثل الراجحي ونادك والجوف الزراعية، والمكيرش، وشركات أخرى.
تعتبر سلة غذاء السعودية، وإحدى أكبر المناطق الزراعية، ويزرع فيها جميع أنواع الحبوب والبقول والخضار والفواكه، ويصدر منها يومياً آلاف الأطنان من الخضار والفواكه والقمح والشعير والذرة إلى كافة المناطق. وتضم أكبر مزرعة زيتون في العالم التي تنتج أجود أنواع زيت الزيتون.